# 瀧原站
瀧原站（日语：／ Takihara eki */?）是位於三重縣多氣郡大台町大所，東海旅客鐵道（JR東海）的紀勢本線車站。

## 歷史
- 1926年（大正15年）8月18日：紀勢東線三瀨谷站至此站之間開業，此站啟用[1]。
- 1927年（昭和2年）7月3日：紀勢東線此站至伊勢柏崎站之間開業[1]。
- 1959年（昭和34年）7月15日：三木里站至新鹿站之間開通，同時路線改名為紀勢本線[1]。
- 1975年（昭和50年）2月20日：跨線橋竣工[注釋 1]。
- 1983年（昭和58年）12月21日：成為無人車站[2]。
- 1987年（昭和62年）4月1日：伴隨國鐵分割民營化，車站由東海旅客鐵道（JR東海）營運[1]。

## 車站構造
車站設有2面2線的相對式月台，為地面車站。在2006年，車站小屋重建，新的車站小屋為簡單混凝土製建築物，而上行月台上過留下木造候車室。車站前設有由自治體設置的抽水式廁所。月台之間設有跨線橋。
車站由多氣站管理的無人車站。

### 月台
| 月台 | 路線      | 上下行 | 方向             |
| ---- | --------- | ------ | ---------------- |
| 1    | ■紀勢本線 | 下行   | 尾鷲、新宮方向   |
| 2    | ■紀勢本線 | 上行   | 松阪、名古屋方向 |

## 使用狀況
根據「三重縣統計書」，以下列出近年1日平均乘車人次。
| 年度   | 一日平均 乘車人次 |
| ------ | ----------------- |
| 1998年 | 64                |
| 1999年 | 63                |
| 2000年 | 64                |
| 2001年 | 71                |
| 2002年 | 63                |
| 2003年 | 61                |
| 2004年 | 62                |
| 2005年 | 60                |
| 2006年 | 57                |
| 2007年 | 56                |
| 2008年 | 59                |
| 2009年 | 60                |
| 2010年 | 43                |
| 2011年 | 42                |
| 2012年 | 40                |
| 2013年 | 52                |
| 2014年 | 50                |
| 2015年 | 46                |
| 2016年 | 50                |
| 2017年 | 40                |

## 車站周邊
車站位處於大台町，同時為大紀町的玄關口。利用者中主要來自大內山川的對面岸，大紀町瀧原地區的居民。
- 大紀町政廳
- 瀧原宮（日语：瀧原宮） - 伊勢神宮別宮。
  - 若宮、長由介、川島神社（日语：若宮神社 (大紀町)）
- 熊野古道伊勢路
- 阿曾溫泉
- 紀勢自動車道大宮大台交流道
- 大宮郵局
- 伊勢農協大宮分店

## 相鄰車站
東海旅客鐵道（JR東海）
紀勢本線
三瀨谷－瀧原－阿曾

## 注腳